# Юйчен
Юйчен (кит. спр. 禹城市, піньїнь: Yŭchéng Shì) — місто-повіт в центральнокитайській провінції Шаньдун, складова міста Дечжоу.

## Географія
Юйчен розташовується у середній течії річки Тухай.

### Клімат
Місто знаходиться у зоні, котра характеризується вологим субтропічним кліматом. Найтепліший місяць — липень із середньою температурою 27.4 °C (81.3 °F). Найхолодніший місяць — січень, із середньою температурою -0.1 °С (31.8 °F).
| Клімат Юйчена           | Клімат Юйчена | Клімат Юйчена | Клімат Юйчена | Клімат Юйчена | Клімат Юйчена | Клімат Юйчена | Клімат Юйчена | Клімат Юйчена | Клімат Юйчена | Клімат Юйчена | Клімат Юйчена | Клімат Юйчена | Клімат Юйчена |
| Показник                | Січ.          | Лют.          | Бер.          | Квіт.         | Трав.         | Черв.         | Лип.          | Серп.         | Вер.          | Жовт.         | Лист.         | Груд.         | Рік           |
| Середня температура, °C | −0,1          | 2,1           | 8             | 14,9          | 20,7          | 25,6          | 27,4          | 26,7          | 21,5          | 15,7          | 8,5           | 2             | 14,4          |
| Норма опадів, мм        | 10.7          | 13.1          | 24.5          | 42.6          | 50.5          | 83.2          | 203.3         | 139.1         | 77.3          | 37            | 20.6          | 12.1          | 714           |
| Днів з опадами          | 3,1           | 4,8           | 5,4           | 8             | 6,5           | 8             | 13,9          | 11            | 8,8           | 7             | 6,4           | 4,4           | 87,3          |
| Вологість повітря, %    | 59.2          | 60.1          | 57.7          | 59.1          | 59.1          | 61.7          | 77.9          | 78.9          | 72.9          | 68.8          | 65.1          | 61.3          | 65.2          |
| ----------------------- | ------------- | ------------- | ------------- | ------------- | ------------- | ------------- | ------------- | ------------- | ------------- | ------------- | ------------- | ------------- | ------------- |
| Джерело: Weatherbase    |               |               |               |               |               |               |               |               |               |               |               |               |               |